# Neferkare (Tanis)
Neferkare là một vị vua Ai Cập cổ đại của Tanis dưới thời vương triều thứ 26.

## Tiểu sử
Ông có thể là người kế vị của vị vua được biết đến rõ hơn là Sehetepibenre Pedubast, và sẽ kế vị ông ta vào khoảng năm 665 TCN, chỉ một năm trước khi Psamtik I của vương triều thứ 26 tự tuyên bố bản thân mình là pharaoh.
Sự tồn tại của ông đã được đề xuất bởi nhà Ai Cập học người Pháp Pierre Montet, ông ta đã tìm thấy tại Tanis một vài di tích có mang một tước hiệu hoàng gia bị phá hủy một phần mà khá là giống với của Pepi II Neferkare thuộc thời kỳ Cổ Vương quốc. Tuy nhiên, một trong số những di tích này lại đề cập tới nữ thần Mut, "Công Nương của Isheru", sự thờ cúng của nữ thần này lại đặc trưng cho một thời đại gần hơn. Hơn nữa, một mái đua đến từ Athribis có mang cả đồ hình của một Neferkare và một Wahibre; người thứ hai dường như là Psamtik I trong khi người đầu tiên có thể là vị vua Tanis này.
Dựa trên những phát hiện này, có khả năng rằng một khi Psamtik đã trở thành pharaoh, ông đã không còn cho phép vô số các vị vua với tuyên bố vương quyền đối với vùng Hạ Ai Cập được nữa, và chỉ trong vòng một vài năm ông ta đã thành công trong việc buộc họ trở thành chư hầu của mình, tước đoạt tước hiệu hoàng gia và tham vọng của họ. Neferkare của Tanis dường như là người cuối cùng trong số họ, nhưng giống như tất cả họ, ông cuối cùng đã bị khuất phục vào năm 657–656 TCN.